# Calvas (kanton)
Calvas – kanton w prowincji Loja, w Ekwadorze. Stolicą kantonu jest Cariamanga.